# Аґрус (фільм)
«Аґрус» (рос. «Крыжовник») — радянський чорно-білий короткометражний телефільм 1967 року, знятий на Центральному телебаченні СРСР. Знятий за мотивами однойменного оповідання Антона Чехова.

## Сюжет
За задумом режисерів фільм являє собою чорно-білий фоторяд, який створює необхідний ретро-настрій, що перебивається неспішним голосом оповідача. Сама дія починається лише на 9-й хвилині: три співрозмовники у затишній кімнаті ведуть бесіду.

## У ролях
- Олександр Борисов — Іван Іванович, ветеринарний лікар
- Микола Гриценко — Микола Іванович, поміщик, колишній боязкий чиновник
- Юрій Яковлєв — Павло Костянтинович Альохін, поміщик
- Всеволод Платов — Буркін, вчитель гімназії
- Олена Козелькова — Пелагея, покоївка
- Дмитро Журавльов — читає текст від автора, озвучка

## Знімальна група
- Сценарій: Микола Карцов, Антон Чехов
- Режисери-постановники: Леонід Пчолкін, Всеволод Платов
- Режисер: Лідія Ішимбаєва
- Художник-постановник: Олександр Грачов
- Фотоілюстрації: Сергій Журавльов
- Оператори-постановники: Владислав Єфімов, Сергій Журавльов, Борис Лазарев, Б. Шестаков
- Звукорежисер: С. Годлевська